# Hynnekleiv Station
Hynnekleiv Station (Hynnekleiv stasjon) var en jernbanestation på Sørlandsbanen, der lå ved Hynnekleiv i Froland kommune i Norge. Stationen åbnede 22. juni 1938 som en del af banen mellem Nelaug og Grovane. Den blev fjernstyret 15. december 1970 og nedlagt 1. juli 2003. Stationsbygningen, der er opført i gulmalet træ efter tegninger af Gudmund Hoel, overlevede dog.